# 9 km (obwód leningradzki)
9 km (ros. 9 км) – przystanek kolejowy w miejscowości Jestomiczi, w rejonie łużskim, w obwodzie leningradzkim, w Rosji. Położony jest na linii Ługa – Batieckij.